# پتریکوف (ناحیه چسکه بودیوویتسه)
پتریکوف (به چکی: Petříkov) یک منطقهٔ مسکونی در جمهوری چک است که در شهرستان چسکه بودیوویتسه واقع شده‌است. پتریکوف ۱۹٫۳۹ کیلومتر مربع مساحت و ۲۷۵ نفر جمعیت دارد و ۴۶۰ متر بالاتر از سطح دریا واقع شده‌است.